# Orosmán Moratorio
Orosmán Moratorio, conocido como «Julián Perujo» (Montevideo, 22 de abril de 1852 - 30 de mayo de 1898), fue un escritor uruguayo.

## Biografía
Cultivando un estilo literario basado en temas gauchos, fue el fundador junto a Alcides de María de la revista El Fogón, la cual se convirtió en la publicación del género gauchesco más importante de la región. La misma comenzó su circulación en septiembre de 1895 y contó con la participación de muchos de los referentes de este género literario, entre los que se encontraban Elías Regules, Antonio Lussich, El «Viejo Pancho», Javier de Viana, Juan Escayola, Martiniano Leguizamón y Domingo Lombardi entre otros.
Moratorio dejó de participar en El Fogón y fundó en 1896 otra publicación criolla con características similares a la primera, la cual nombró El Ombú. La vida de esta revista fue breve, publicándose su primer número el 1 de enero de 1896 y el último, el 29 de noviembre del mismo año.
Cultivó la poesía en forma de décimas y la dramaturgia, destacándose dentro de este género su obra Juan Soldao estrenada por la compañía Podestá-Scotti el 8 de mayo de 1893 en el Teatro-Circo de Tucumán, y en Montevideo el 14 de noviembre del mismo año.

## Obra literaria
- Luisa o Las campanas de la Aldea: comedia en un acto escrita expresamente para la Sociedad D.N. Talía (1878)
- María (1881)
- Patria y amor (drama en tres actos y en verso. Tip. de la Guía General de Comercio. 1885)
- El brujo José Escribanis (Relato verídico de la fiesta dada en Paysandú a beneficio del Hospital de Caridad y del Jardín de Infantes por el prestidigitador nacional Sr. Escribanis.1892)
- Juan Soldao (drama criollo, satírico-político en 1 prólogo, 2 actos con 6 cuadros y 1 epílogo. Escribanis. 1894)
- Cadenas rotas (1895)